# Gaziura
Gaziura (in greco Γαζίουρα?), era una città del Ponto, sul fiume Iris, dove il suo corso gira verso nord. Fu un'antica residenza dei re del Ponto, ma ai tempi di Strabone era ormai abbandonata. Sappiamo che in questa località Mitridate VI si accampò di fronte al legato romano, Gaio Valerio Triario durante la terza guerra mitridatica. Alcuni storici moderni ipotizzano che Gaziura corrisponda a Talaura (odierna Turhal), altri con Ibora.